# Римокатоличка црква посвећена Срцу Исусовом у Апатину
Римокатоличка црква посвећена Срцу Исусовом у Апатину подигнута је у периоду од 1931. до 1933. године и представља непокретно културно добро као споменик културе од великог значаја.
Црква је подигнута према пројекту бечког архитекте Бруна Бухвизера, а извођач грађевинских радова био је апатински грађевински предузимач (једно време председник овдашњег Занатског удружења), Никола Шефер.
Црква је представљала тробродни објекат, са два торња, висине 38 метара, који се уздижу из њеног прочеља, а завршавају се кровићима пирамидалне форме. Главни улаз је наглашен романичким, степенасто профилисаним порталом, изнад којег се налази розета и тимпанон.
Због избијања Другог светског рата радови се на унутрашњој декорацији и мобилијару прекидају, тако да је остала у многим елементима недовршена.